# De Wereld Draait Door

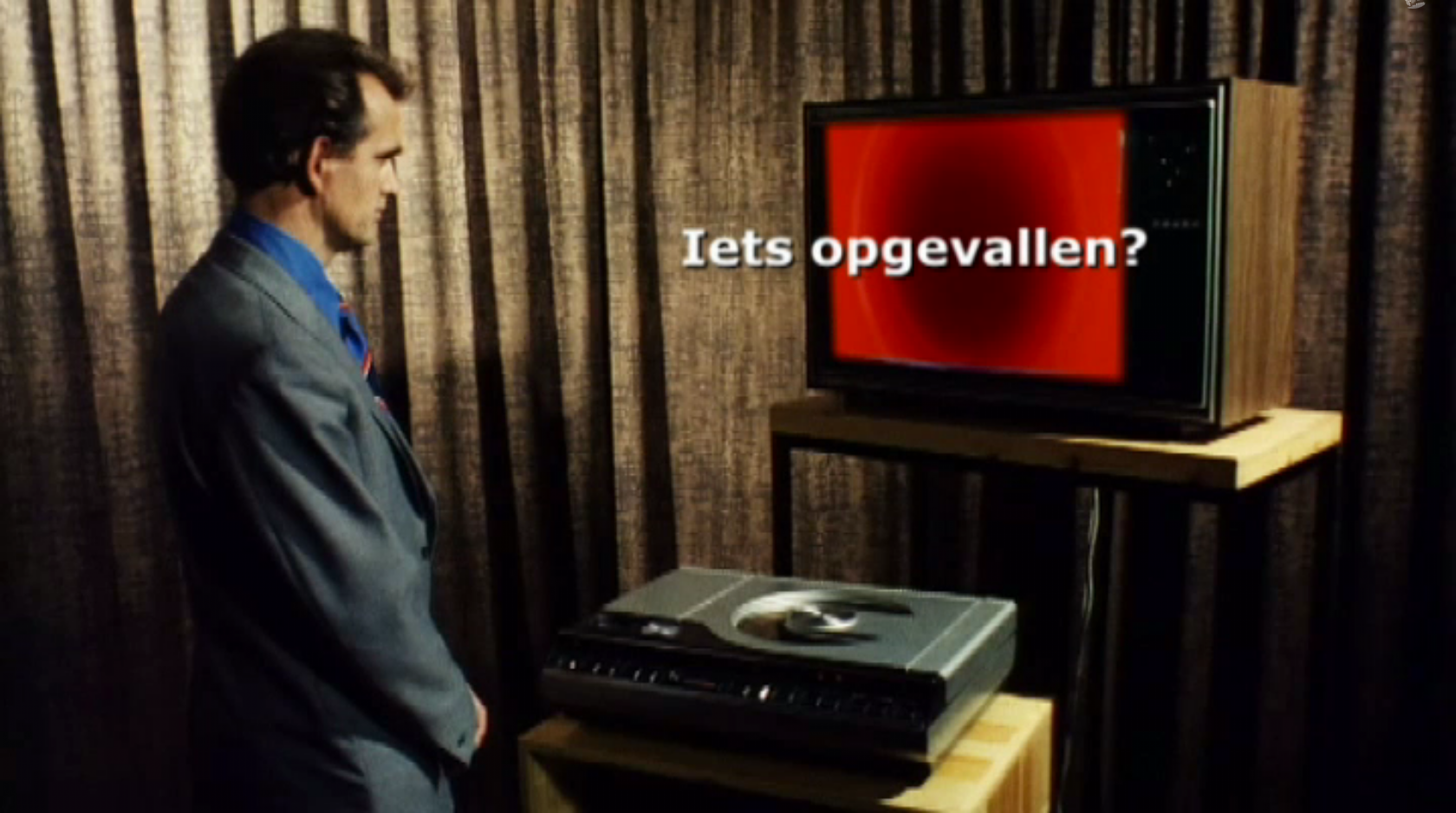
Uma pessoa com um leitor de discos a laser e uma televisão. Esta imagem é usada em "De Wereld Porta Draait" para a parte final "De Televisie Draait Door".

De Wereld Draait Door (literalmente: "O mundo continua a girar"; também pode significar "O mundo fica louco") é um programa de televisão holandês produzido pelo VARA e transmito no canal estatal, NPO 1. Os centros do programa em torno de um bate-papo formato de talk show, o bate-papo acontece em uma grande mesa e inclui o anfitrião Van Nieuwkerk, um hóspede de co-anfitrião que muda diariamente, diversas pessoas são convidadas ao programa, como políticos, celebridades, artistas, ou simplesmente pessoas ou organizações envolvidas em projetos que são temas de interesse.